# Ярл Магнус Рібер
Ярл Магнус Рібер (норв. Jarl Magnus Riiber) — норвезький лижний двоборець, олімпійський медаліст, восьмиразовий чемпіон світу та триразовий призер чемпіонатів світу. 
Срібну олімпійську медаль Рібер виборов у складі норвезької команди в естафеті великий трамплін + 4х5 км на Пхьончханській олімпіаді 2018 року.
У сезонах 2018-19, 2019-20, 2020-21 Рібер був переможцем Кубка світу в загальному заліку. 
Рібер також був дворазовим чемпіоном світу серед юніорів.

## Зовнішні посилання
- Досьє на сайті FIS [Архівовано 27 серпня 2017 у Wayback Machine.]

## Виноски
1. ↑  International Ski and Snowboard Federation database — International Ski and Snowboard Federation.
2. ↑  https://web.archive.org/web/20180421114905/https://www.pyeongchang2018.com/en/game-time/results/OWG2018/en/nordic-combined/athlete-profile-n3026673-jarl-magnus-riiber.htm
3. ↑  Team large hill/4 × 5 km results